# ヤーセル・アッ＝シャハラーニー
ヤーセル・アッ＝シャハラーニー（アラビア語: ياسر الشهراني、Yasser Al-ShahraniまたはYasir Al Shahrani、 1992年5月25日 - ）は、サウジアラビア出身のサッカー選手。サウジ・プロフェッショナルリーグ・アル・ヒラル所属。サウジアラビア代表。ポジションはDF。
日本語では、ヤセル・アル＝シャハラニ、ヤセル・アル・シャフラニ、ヤシル・アルシャハラニなどと表記されることがある。

## 来歴

### クラブ
2012年、アル・ヒラルへ移籍した。

### 代表
2018 FIFAワールドカップ、2022 FIFAワールドカップのメンバーに2大会連続で選出された。

### 怪我
2022年、2022 FIFAワールドカップ第1節アルゼンチン戦において、後半終了間際に味方GKムハンマド・アル＝オワイスがキャッチの際に膝蹴りを顔に誤って入れてしまい、その場に倒れ込み途中交代をした。その後迅速な治療により大事には至っていないが、顔面骨折など重傷を負っている。

## 代表歴

### 出場大会
- サウジアラビア代表
  - 2018 FIFAワールドカップ
  - 2022 FIFAワールドカップ

### 試合数
- 国際Aマッチ 78試合 2得点（2012年-）[2]

| サウジアラビア代表 | 国際Aマッチ | 国際Aマッチ |
| 年                 | 出場        | 得点        |
| ------------------ | ----------- | ----------- |
| 2012               | 3           | 0           |
| 2013               | 4           | 0           |
| 2014               | 5           | 0           |
| 2015               | 7           | 0           |
| 2016               | 3           | 0           |
| 2017               | 8           | 0           |
| 2018               | 16          | 0           |
| 2019               | 11          | 0           |
| 2020               | 0           | 0           |
| 2021               | 7           | 2           |
| 2022               | 10          | 0           |
| 2023               | 4           | 0           |
| 2024               |             |             |
| 通算               | 78          | 2           |